# Chlorisanis
Chlorisanis – rodzaj chrząszczy z rodziny kózkowatych i podrodziny zgrzypikowych.

## Zasięg występowania
Przedstawiciele tego rodzaju występują w Azji Południowo-Wschodniej, w Malezji Zachodniej oraz na Wielkich Wyspach Sundajskich.

## Systematyka
Do Chlorisanis należą 2 gatunki:
- Chlorisanis basirufofemoralis
- Chlorisanis viridis